# PES 2018
Pro Evolution Soccer 2018 (abbreviato ufficialmente in PES 2018 e conosciuto in Asia come Winning Eleven 2018) è un videogioco di calcio, sviluppato da Konami e facente parte della celebre serie di PES, uscito sul mercato il 12 settembre 2017 in Nord America, il 13 settembre in Giappone, e il 15 settembre in Europa per le piattaforme PlayStation 3, PlayStation 4, Xbox 360, Xbox One e Microsoft Windows. Si tratta del diciassettesimo capitolo della serie.
È stato l'ultimo gioco targato PES ad essere prodotto per PS3 ed Xbox 360.
Il gioco usa il motore grafico Fox Engine.

## Copertina
Sulla copertina del gioco sono presenti i giocatori del Barcellona. La seguente tabella riporta i giocatori in copertina in relazione all'area geografica di distribuzione del gioco.
| Area                 | Giocatore/i                                                        |
| -------------------- | ------------------------------------------------------------------ |
| Globale              | Lionel Messi Andrés Iniesta Luis Suárez Sergi Roberto Gerard Piqué |
| Europa               | Luis Suárez                                                        |
| Giappone             | Nazionale Giapponese                                               |
| Brasile              | Philippe Coutinho                                                  |
| Edizione Leggendaria |                                                                    |
| Globale              | Lionel Messi Andrés Iniesta Luis Suárez Sergi Roberto Gerard Piqué |
| Brasile              | Philippe Coutinho                                                  |

## Competizioni e squadre presenti
Le seguenti competizioni sono presenti in PES 2018:
| Squadre di club                | Squadre di club              | Squadre di club              | Squadre di club | Squadre di club                                             |
| Nazionali                      | Nazionali                    | Nazionali                    | Nazionali       | Nazionali                                                   |
| Regione                        | Competizione / nome fittizio | Competizione / nome fittizio | Licenza         | Note                                                        |
| ------------------------------ | ---------------------------- | ---------------------------- | --------------- | ----------------------------------------------------------- |
| Inghilterra e Galles           | Premier League               | English League               | 3               | con licenza: Arsenal FC e Liverpool FC.                     |
| Inghilterra e Galles           | EFL Championship             | English 2nd Division         | 3               | con licenza: Fulham FC.                                     |
| Inghilterra e Galles           | FA Cup                       | Football England Cup         | 3               |                                                             |
| Inghilterra e Galles           | Community Shield             | England Super Cup            | 3               |                                                             |
| Francia e Principato di Monaco | Ligue 1                      | Ligue 1                      | 1               |                                                             |
| Francia e Principato di Monaco | Ligue 2                      | Ligue 2                      | 1               |                                                             |
| Francia e Principato di Monaco | Coupe de France              | Coupe de France              | 2               |                                                             |
| Francia e Principato di Monaco | Trophée des Champions        | France Super Coupe           | 2               |                                                             |
| Italia                         | Serie A                      | Campionato Italiano          | 3               | senza licenza: Juventus FC                                  |
| Italia                         | Serie B                      | 2ª Divisione Italiana        | 4               |                                                             |
| Italia                         | Coppa Italia                 | Coppa D'Italia               | 3               |                                                             |
| Italia                         | Supercoppa italiana          | Supercoppa Italiana          | 3               |                                                             |
| Paesi Bassi                    | Eredivisie                   | Eredivisie                   | 1               |                                                             |
| Paesi Bassi                    | KNVB Beker                   | Nederlandse Beker            | 3               |                                                             |
| Paesi Bassi                    | Johan Cruyff-schaal          | Nederlandse Super Cup        | 3               |                                                             |
| Spagna                         | LaLiga                       | España - División 1          | 3               | con licenza: FC Barcelona, Atlético de Madrid e Valencia CF |
| Spagna                         | LaLiga2                      | España - División 2          | 4               |                                                             |
| Spagna                         | Copa del Rey                 | Copa de España               | 3               |                                                             |
| Spagna                         | Supercopa de España          | España - Supercopa           | 3               |                                                             |
| Portogallo                     | Primeira Liga                | Liga Portuguesa              | 3               | con licenza: SL Benfica, Sporting Lisbona e FC Porto        |
| Portogallo                     | Taca de Portugal             | Taça Portuguesa              | 3               |                                                             |
| Portogallo                     | Supertaca de Portugal        | Portuguesa - Supertaça       | 3               |                                                             |
| Brasile                        | Campeonato Brasileiro        | Campeonato Brasileiro        | 1               |                                                             |
| Brasile                        | Copa do Brasil               | Copa Brasileira              | 2               |                                                             |
| Argentina                      | Primera Division             | Liga de Argentina            | 2               |                                                             |
| Argentina                      | Copa Argentina               | Copa de Argentina            | 2               |                                                             |
| Argentina                      | Supercopa Argentina          | Argentina - Supercopa        | 2               |                                                             |
| Cile                           | Primera División             | Liga de Chile                | 2               |                                                             |
| Cile                           | Copa Chile                   | Copa de Chile                | 2               |                                                             |
| Internazionali                 |                              |                              |                 |                                                             |
| Globale                        | FIFA Club World Cup          | Club International Cup       | 5               |                                                             |
| Europa                         | UEFA Champions League        | UEFA Champions League        | 1               |                                                             |
| Europa                         | UEFA Europa League           | UEFA Europa League           | 1               |                                                             |
| Europa                         | UEFA Super Cup               | UEFA Super Cup               | 1               |                                                             |
| America del Sud                | CONMEBOL Libertadores        | Campeonato Sudamericano      | 5               |                                                             |
| Asia                           | AFC Champions League         | AFC Champions League         | 1               |                                                             |
| Fittizi                        |                              |                              |                 |                                                             |
| Globale                        | Liga Konami                  | Liga Konami                  |                 |                                                             |
| Globale                        | Copa Konami                  |                              |                 |                                                             |
| Europa                         | Liga PEU                     | Liga PEU                     |                 |                                                             |
| Europa                         | Copa PEU                     |                              |                 |                                                             |
| Europa                         | Supercopa de la PEU          |                              |                 |                                                             |
| America del Sud                | Liga PLA                     | Liga PLA                     |                 |                                                             |
| America del Sud                | Copa PLA                     |                              |                 |                                                             |
| Asia                           | Liga PAS                     | Liga PAS                     |                 |                                                             |
| Asia                           | Copa PAS                     |                              |                 |                                                             |
| Asia                           | Supercopa de la PAS          |                              |                 |                                                             |

| Squadre nazionali | Squadre nazionali | Squadre nazionali | Squadre nazionali |
| Regione           | Competizione      | Competizione      | Licenza           |
| ----------------- | ----------------- | ----------------- | ----------------- |
| Globale           | FIFA World Cup    | International Cup | 5                 |
| Europa            | UEFA Euro         | European Cup      | 5                 |
| America           | Copa América      | American Cup      | 5                 |
| Asia e Oceania    | Coppa d'Asia      | Asia Ocenian Cup  | 5                 |
| Africa            | Coppa d'Africa    | African Cup       | 5                 |

1: Licenza completa.
2: Licenza per uniformi e giocatori.
3: Licenza solo per alcune squadre.
4: Licenza solo per i giocatori.
5: Senza licenza.

### Altre squadre
1 = Aggiunte con DLC
| Europa          | Europa                   |
| Stato           | Squadre                  |
| --------------- | ------------------------ |
| Germania        | Borussia Dortmund        |
| Germania        | FC Schalke 04            |
| Germania        | RB Leipzig               |
| Belgio          | Club Brugge              |
| Belgio          | KAA Gent                 |
| Belgio          | RSC Anderlecht           |
| Croazia         | GNK Dinamo Zagreb        |
| Danimarca       | FC Copenhagen            |
| Grecia          | AEK Atene                |
| Grecia          | Olympiacos               |
| Grecia          | Panathinaikos FC         |
| Grecia          | PAOK FC                  |
| Repubblica Ceca | SK Slavia Praga          |
| Romania         | FC Steaua Bucarest       |
| Russia          | FC Spartak Mosca         |
| Russia          | FK Zenit San Pietroburgo |
| Russia          | CSKA Mosca               |
| Svezia          | Malmö FF                 |
| Svizzera        | BSC Young Boys           |
| Svizzera        | FC Basilea               |
| Turchia         | Beşiktaş JK              |
| Turchia         | Fenerbahçe SK            |
| Turchia         | Galatasaray SK           |
| Ucraina         | FC Dinamo Kiev           |
| Ucraina         | FK Shakhtar Donetsk      |
| America del Sud |                          |
| Argentina       | Argentinos Juniors       |
| Argentina       | Guillermo Brown          |
| Brasile         | Internacional SC         |
| Brasile         | Red Bull Brasil          |
| Colombia        | Atlético Nacional        |
| Colombia        | Millonarios FC           |
| Perù            | Alianza Lima             |
| Perù            | Sporting Cristal         |

## Squadre nazionali
Le seguenti squadre nazionali sono presenti in PES 2018:
| Area                        | Squadra               | Licenza | Note                        |
| --------------------------- | --------------------- | ------- | --------------------------- |
| Europa                      | Albania               | 1       |                             |
| Europa                      | Germania              | 1       |                             |
| Europa                      | Austria               | 2       |                             |
| Europa                      | Belgio                | 1       | Rivelato a Gamescom.        |
| Europa                      | Bosnia e Erzegovina   | 3       |                             |
| Europa                      | Bulgaria              | 2       |                             |
| Europa                      | Croazia               | 1       |                             |
| Europa                      | Danimarca             | 2       |                             |
| Europa                      | Scozia                | 2       |                             |
| Europa                      | Slovacchia            | 1       |                             |
| Europa                      | Slovenia              | 2       |                             |
| Europa                      | Spagna                | 1       | Rivelato in copertina.      |
| Europa                      | Francia               | 1       | Disponibile su Beta online. |
| Europa                      | Galles                | 1       | Rivelato a Gamescom.        |
| Europa                      | Grecia                | 2       |                             |
| Europa                      | Ungheria              | 3       |                             |
| Europa                      | Inghilterra           | 1       | Rivelato a Gamescom.        |
| Europa                      | Irlanda               | 2       |                             |
| Europa                      | Irlanda del Nord      | 1       |                             |
| Europa                      | Islanda               | 1       |                             |
| Europa                      | Israele               | 2       |                             |
| Europa                      | Italia                | 1       | Rivelato in copertina.      |
| Europa                      | Norvegia              | 2       |                             |
| Europa                      | Paesi Bassi           | 1       | Rivelato in copertina.      |
| Europa                      | Polonia               | 1       | Rivelato a Gamescom.        |
| Europa                      | Portogallo            | 1       | Rivelato in copertina.      |
| Europa                      | Repubblica Ceca       | 1       | Rivelato a Gamescom.        |
| Europa                      | Romania               | 3       |                             |
| Europa                      | Russia                | 3       |                             |
| Europa                      | Serbia                | 3       |                             |
| Europa                      | Svezia                | 2       |                             |
| Europa                      | Svizzera              | 2       |                             |
| Europa                      | Turchia               | 1       |                             |
| Europa                      | Ucraina               | 1       |                             |
| Africa                      | Algeria               | 3       |                             |
| Africa                      | Burkina Faso          | 3       |                             |
| Africa                      | Camerun               | 2       |                             |
| Africa                      | Costa d'Avorio        | 2       |                             |
| Africa                      | Egitto                | 2       |                             |
| Africa                      | Ghana                 | 2       |                             |
| Africa                      | Guinea                | 3       |                             |
| Africa                      | Mali                  | 3       |                             |
| Africa                      | Marocco               | 2       |                             |
| Africa                      | Nigeria               | 3       |                             |
| Africa                      | Senegal               | 3       |                             |
| Africa                      | Sudafrica             | 2       |                             |
| Africa                      | Tunisia               | 3       |                             |
| Africa                      | Zambia                | 3       |                             |
| America del Nord e Centrale | Costa Rica            | 2       |                             |
| America del Nord e Centrale | Stati Uniti d'America | 3       |                             |
| America del Nord e Centrale | Honduras              | 3       |                             |
| America del Nord e Centrale | Giamaica              | 3       |                             |
| America del Nord e Centrale | Messico               | 3       |                             |
| America del Nord e Centrale | Panama                | 3       |                             |
| America del Sud             | Argentina             | 1       |                             |
| America del Sud             | Bolivia               | 2       |                             |
| America del Sud             | Brasile               | 1       | Disponibile su Beta online. |
| America del Sud             | Cile                  | 2       |                             |
| America del Sud             | Colombia              | 1       | Disponibile con il DLC 2.0  |
| America del Sud             | Ecuador               | 2       |                             |
| America del Sud             | Paraguay              | 2       |                             |
| America del Sud             | Perù                  | 2       |                             |
| America del Sud             | Uruguay               | 3       |                             |
| America del Sud             | Venezuela             | 2       |                             |
| Asia e Oceania              | Arabia Saudita        | 3       |                             |
| Asia e Oceania              | Australia             | 2       |                             |
| Asia e Oceania              | Cina                  | 3       |                             |
| Asia e Oceania              | Corea del Nord        | 3       |                             |
| Asia e Oceania              | Corea del Sud         | 3       |                             |
| Asia e Oceania              | Emirati Arabi Uniti   | 3       |                             |
| Asia e Oceania              | Iraq                  | 3       |                             |
| Asia e Oceania              | Iran                  | 3       |                             |
| Asia e Oceania              | Giappone              | 1       |                             |
| Asia e Oceania              | Giordania             | 3       |                             |
| Asia e Oceania              | Kuwait                | 3       |                             |
| Asia e Oceania              | Libano                | 3       |                             |
| Asia e Oceania              | Nuova Zelanda         | 2       |                             |
| Asia e Oceania              | Oman                  | 3       |                             |
| Asia e Oceania              | Qatar                 | 3       |                             |
| Asia e Oceania              | Thailandia            | 3       |                             |
| Asia e Oceania              | Uzbekistan            | 3       |                             |

1: Licenza completa.
2: Licenza solo per i giocatori.
3: Senza licenza.